# Amy Witting
Amy Witting, "nom de pume" di Joan Austral Fraser (Sydney, 26 gennaio 1918 – Sydney, 18 settembre 2001), è stata una scrittrice e poetessa australiana.

## Biografia
Joan Austral Fraser nasce a Sydney nel 1918 da Thomas Alexander Fraser ed Elizabeth Reid.
Da bambina soffre di tubercolosi e riceve l'educazione primaria in un convento e la secondaria all'Università di Sydney.
Ad appena 16 anni una sua lirica, Wanderers, viene pubblicata sul Sydney Morning Herald dietro lo pseudonimo di "Du Guesclin".
Insegnante d'inglese e francese per molti anni, nel 1965 pubblica il suo primo racconto, Goodbye, Ady, Goodbye, Joe sul New Yorker ed esordisce nella narrativa nel 1977 con il romanzo La signora delle storie, ma raggiunge la notorietà soltanto nel 1990 con la pubblicazione di La lettrice testarda.
Tra i numerosi nomi fittizi utilizzati, prevale Amy Witting scelto perché la parola "witting" simboleggiava per la scrittrice la "consapevolezza" di affrontare sempre la realtà nel bene e nel male.
Insignita del Premio Patrick White nel 1993, dà alle stampe 6 romanzi, due raccolte di racconti e due di poesie prima della morte avvenuta in seguito alle conseguenze di un cancro il 18 settembre 2001 a Sydney.

## Opere principali

### Romanzi
- La signora delle storie (The Visit, 1977), Milano, Garzanti, 2021 traduzione di Federica Merati ISBN 978-88-11-00410-3.
- La lettrice testarda (I for Isobel, 1990), Milano, Garzanti, 2020 traduzione di Katia Bagnoli ISBN 978-88-11-81371-2.
- A Change in the Lighting (1994)
- Maria's War (1998)
- Isobel on the Way to the Corner Shop (1999)
- After Cynthia (2001)

### Raccolte di racconti
- Marriages (1990)
- Faces and Voices (2000)

### Raccolte di poesie
- Travel Diary (1985)
- Beauty is the Straw (1991)
- Collected Poems (1998)

## Premi e riconoscimenti
- Miles Franklin Award: 1990 finalista con La lettrice testarda e 2000 finalista con Isobel on the Way to the Corner Shop
- Premio Patrick White: 1993
- The Age Book of the Year: 2000 vincitrice con Isobel on the Way to the Corner Shop